# Dusona nidulator
Dusona nidulator là một loài tò vò trong họ Ichneumonidae.